# Availles-Limouzine
Pour les articles homonymes, voir Availles.
Availles-Limouzine est une commune du Centre-Ouest de la France, située dans le département de la Vienne en région Nouvelle-Aquitaine. Elle est historiquement située dans la province du Poitou.

## Géographie

### Localisation
Availles-Limouzine se situe en milieu rural à l'extrémité sud du département de la Vienne.
Historiquement, appartenant à l'ancien comté de la Marche, la commune a été rattachée au Poitou et au département de la Vienne lors de la révolution française. Le Conseil municipal de l'époque ayant été débouté de sa demande de rattachement à la Charente.
C'est pourquoi le parlé historique de la commune est le marchois, variable de la langue d'oc dans une région où domine la langue d'oil, la langue est, ici, différente de celle des villages situés plus au nord.
Le bourg, dont l'église se dresse au sommet de l'éperon que gravit la rue du vieux village, domine la vallée de la Vienne. Il faut flâner dans le village pour découvrir de vieilles portes et des maisons médiévales.

### Communes limitrophes
La commune d'Availles-Limouzine est limitrophe avec le département de la Charente et se trouve à quelques kilomètres seulement de la Haute-Vienne.
| Saint-Martin-l'Ars | Le Vigeant         | Millac           |
| Pressac            | Availles-Limouzine |                  |
|                    | Lessac (Charente)  | Abzac (Charente) |

### Géologie et relief
La région d'Availles-Limouzine présente un paysage de bocages et de vallées. Le terroir se compose :
- d'alluvions dans des vallées étroites et encaissées pour 8 % ;
- de Terres de brandes (pour 22 %), d'argile à silex peu profonde (pour 17 %), de sols limoneux sur altérite (pour 11 %) et de Bornais (ce sont des sols brun clair sur limons, profonds et humides, à tendance siliceuse) (pour 4 %) sur les plateaux du Seuil du Poitou ;
- de sols sur granite rose (pour 37 %) sur les collines et les plateaux des massifs anciens ;
- des constructions de l'agglomération (pour 2 %).

### Hydrographie
La commune se situe dans la vallée de la Vienne, rivière qui prend sa source sur le plateau de Millevaches (Limousin). Availles-Limouzine est d'ailleurs la première commune du département de la Vienne traversée par la rivière du même nom.
La commune est traversée par 21 km de cours d'eau dont les principaux sont la Vienne sur une longueur de 10 km et la Clouère sur une longueur de 10 km.
Le barrage de Jousseau est d'une capacité de 4 780 000 m3.

### Climat
Pour des articles plus généraux, voir Climat de la Nouvelle-Aquitaine et Climat de la Vienne.
Historiquement, la commune est exposée à un climat océanique limousin.
En 2020, Météo-France publie une typologie des climats de la France métropolitaine dans laquelle la commune est exposée à un climat océanique altéré et est dans la région climatique Poitou-Charentes, caractérisée par un bon ensoleillement, particulièrement en été et des vents modérés.
Pour la période 1971-2000, la température annuelle moyenne est de 11,9 °C, avec une amplitude thermique annuelle de 14,9 °C. Le cumul annuel moyen de précipitations est de 881 mm, avec 11,8 jours de précipitations en janvier et 6,9 jours en juillet. Pour la période 1991-2020, la température moyenne annuelle observée sur la station météorologique la plus proche, située sur la commune du Vigeant à 11,49 km à vol d'oiseau, est de 12,4 °C et le cumul annuel moyen de précipitations est de 781,8 mm,. Pour l'avenir, les paramètres climatiques de la commune estimés pour 2050 selon différents scénarios d'émission de gaz à effet de serre sont consultables sur un site dédié publié par Météo-France en novembre 2022.

### Voies de communication et transports
Loin de tous les axes de communication, Availles-Limouzine se situe à 65 km de Poitiers, 70 km de Limoges et 70 km d'Angoulême.
Les autoroutes les plus proches se situent à 70 km (A10 Poitiers Sud) et (A20 Limoges Nord).

## Urbanisme

### Typologie
Au 1er janvier 2024, Availles-Limouzine est catégorisée commune rurale à habitat dispersé, selon la nouvelle grille communale de densité à sept niveaux définie par l'Insee en 2022.
Elle est située hors unité urbaine et hors attraction des villes,.

### Occupation des sols
L'occupation des sols de la commune, telle qu'elle ressort de la base de données européenne d’occupation biophysique des sols Corine Land Cover (CLC), est marquée par l'importance des territoires agricoles (91 % en 2018), en diminution par rapport à 1990 (93 %). La répartition détaillée en 2018 est la suivante :
prairies (49,9 %), terres arables (33,6 %), zones agricoles hétérogènes (7,5 %), forêts (3,2 %), eaux continentales (3,2 %), zones urbanisées (2,6 %). L'évolution de l’occupation des sols de la commune et de ses infrastructures peut être observée sur les différentes représentations cartographiques du territoire : la carte de Cassini (XVIIIe siècle), la carte d'état-major (1820-1866) et les cartes ou photos aériennes de l'IGN pour la période actuelle (1950 à aujourd'hui).

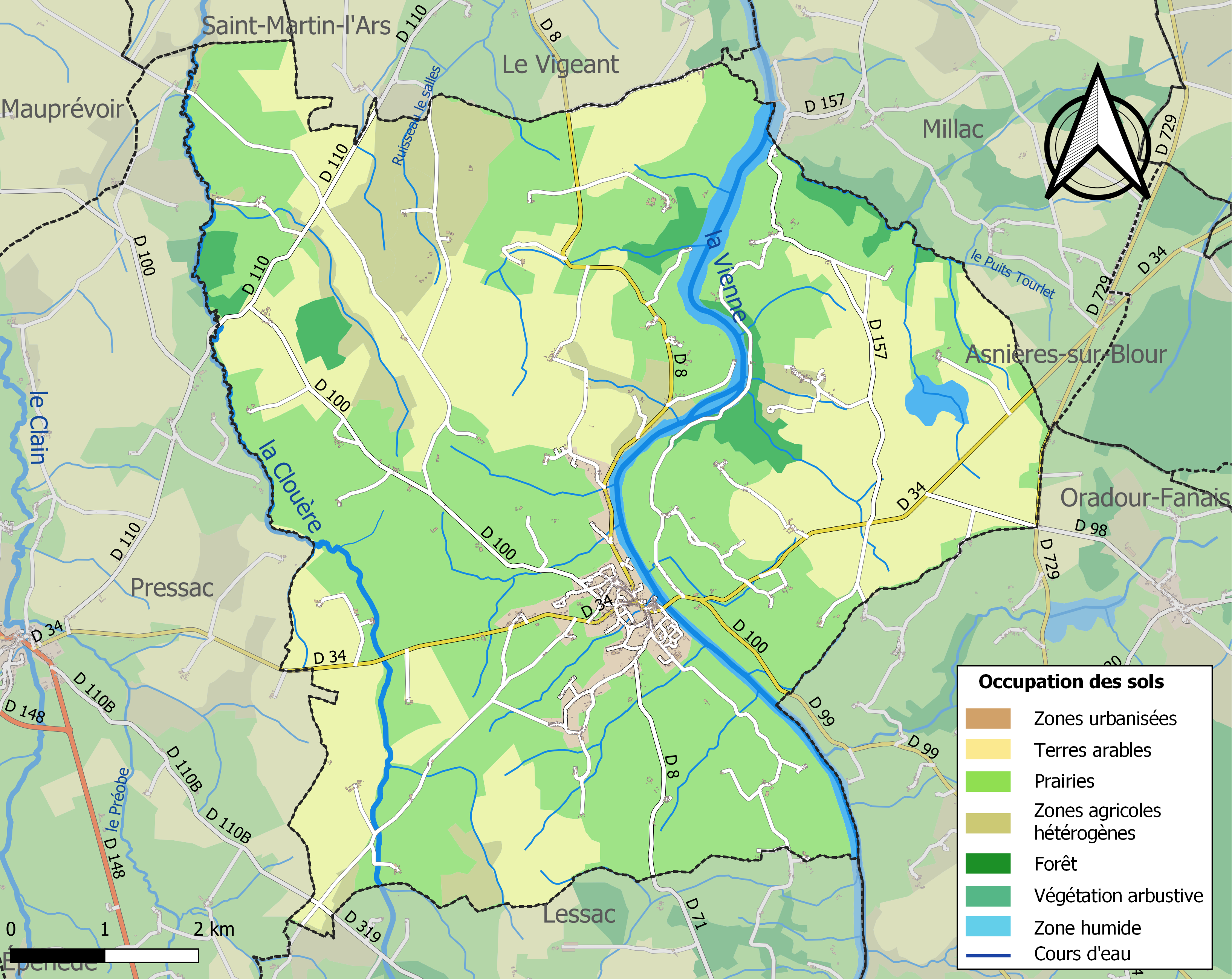
Carte des infrastructures et de l'occupation des sols de la commune en 2018 (CLC).

### Risques majeurs
Le territoire de la commune d'Availles-Limouzine est vulnérable à différents aléas naturels : météorologiques (tempête, orage, neige, grand froid, canicule ou sécheresse), inondations, mouvements de terrains et séisme (sismicité faible). Il est également exposé à deux risques technologiques, le transport de matières dangereuses et la rupture d'un barrage, et à un risque particulier : le risque de radon. Un site publié par le BRGM permet d'évaluer simplement et rapidement les risques d'un bien localisé soit par son adresse soit par le numéro de sa parcelle.

#### Risques naturels
Certaines parties du territoire communal sont susceptibles d’être affectées par le risque d’inondation par débordement de cours d'eau, notamment la Vienne et la Clouère. La commune a été reconnue en état de catastrophe naturelle au titre des dommages causés par les inondations et coulées de boue survenues en 1982, 1983, 1993, 1995, 1999 et 2010,. Le risque inondation est pris en compte dans l'aménagement du territoire de la commune par le biais du plan de prévention des risques inondation (PPRI) de la « vallée de la Vienne "amont" - Section Availles-Limouzine/Valdivienne », approuvé le 24 décembre 2009 et par le PPRI « Vienne Communauté de Communes Vienne et Gartempe (CCVG) », prescrit le 28 janvier 2021.

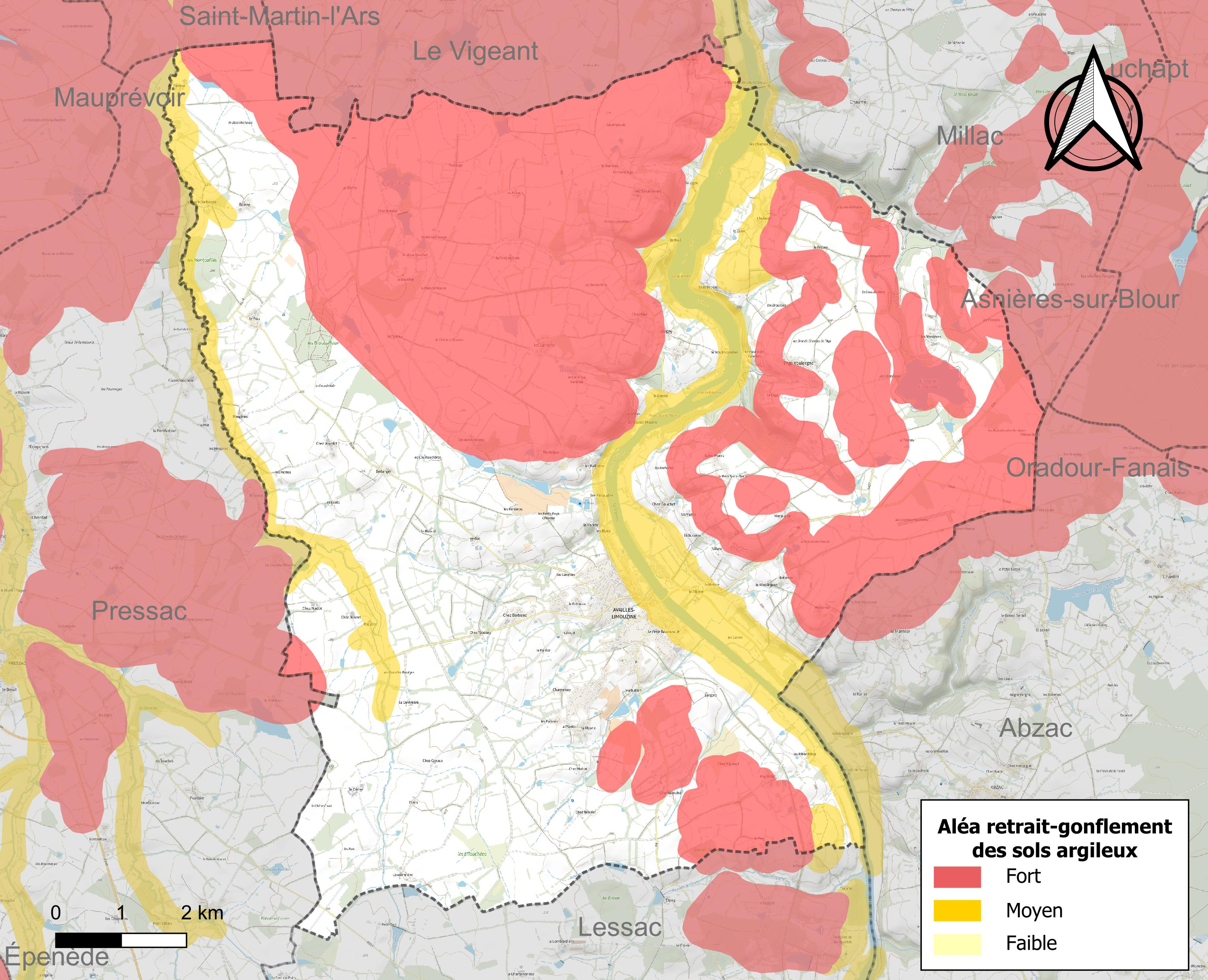
Carte des zones d'aléa retrait-gonflement des sols argileux d'Availles-Limouzine.

Les mouvements de terrains susceptibles de se produire sur la commune sont des tassements différentiels. Le retrait-gonflement des sols argileux est susceptible d'engendrer des dommages importants aux bâtiments en cas d’alternance de périodes de sécheresse et de pluie. 54,2 % de la superficie communale est en aléa moyen ou fort (79,5 % au niveau départemental et 48,5 % au niveau national). Depuis le 1er octobre 2020, en application de la loi ÉLAN, différentes contraintes s'imposent aux vendeurs, maîtres d'ouvrages ou constructeurs de biens situés dans une zone classée en aléa moyen ou fort,.
La commune a été reconnue en état de catastrophe naturelle au titre des dommages causés par la sécheresse en 2009, 2011 et 2019 et par des mouvements de terrain en 1999 et 2010.

#### Risque technologique
La commune est en outre située en aval des barrages de Lavaud-Gelade et de Vassivière dans la Creuse, des ouvrages de classe A. À ce titre elle est susceptible d’être touchée par l’onde de submersion consécutive à la rupture d'un de ces ouvrages.

#### Risque particulier
Dans plusieurs parties du territoire national, le radon, accumulé dans certains logements ou autres locaux, peut constituer une source significative d’exposition de la population aux rayonnements ionisants. Selon la classification de 2018, la commune d'Availles-Limouzine est classée en zone 3, à savoir zone à potentiel radon significatif.

## Toponymie
Dans l'ancienne langue régionale parlée localement, le marchois, dialecte du Croissant (dialecte de transition oc / oïl,,) son nom est Avalhes Limosine,.

## Histoire
Availles a été occupé dès le néolithique (préhistoire) comme l'atteste la présence du dolmen du Moulin de Vareilles.
Vers 955/985, Le roi de France créa le comté de la Marche. Availles dont la rive droite de la Vienne appartenait au Limousin et la rive gauche au Poitou fût rattaché à cette nouvelle province mais nous ne savons pas encore à quelle date exactement. Elle appartenait à la Basse-Marche. Le premier comte  fût Boston 1er dit le Vieux, fils du seigneur de Charroux. 
Le marchois était parlé dans le village, mélange des langues d'oïl et oc
Le premier texte écrit indiquant la "Vicaria Avalia" - Chatellenie d'Availles est une charte de 1020. Il s'agit du don d'une "Villa" à Chanteloube de  Unbert "le Lévite" aux chanoines de Saint-Etienne de Limoges.
Le bourg s'est créé en 2 pôles :
- Au bord de la Vienne, entourée d'une enceinte fortifiée, dont il reste quelques restes abritait le château. Lieu administratif où demeurait les représentants des Duc de Mortemart-Rochechouard. Plusieurs châteaux se succédèrent. Les Ducs n'entretenant pas le lieu.
- Sur la hauteur entourant l'église Saint Martin, la forme circulaire des rues et le lieu dit "La motte" donne à penser à un second élément de défense dont il ne resterait plus de traces visibles.
9 Août 1642 Françoise Darmagnac et Jean Baudon, charpentier, tous les deux originaires de la campagne availlaise seront les 2 derniers sorciers a être supplicié, pendant 5 heures, pendu à semi-conscient  et enfin brûlé sur le bûcher  place du Marché-Viel (aujourd'hui la place du Maréchal Leclerc) à Poitiers, dans la juridiction de Poitiers dont dépendait Availles.
La révolution :
Le premier maire, élu le 15 novembre 1791 à midi est  François Tisseuil du Cerier, seigneur de Chanteloube et cadet du Baron François de Tisseuil, Seigneur d'Anvaux. Il jouera l'apaisement et sera confirmé dans son poste de maire le 9 avril 1792. Aucune soulèvement à Availles, qui accueille favorablement les avancées de la Révolution française. Juste quelques émeutes contre le recrutement dans les armées de la république. 
Avril 1793 : Une brigade de piquiers est créé. Généralement formée d'hommes elle se distingue ici par une compagnie exclusivement féminine :
Capitaine Adélaide Chevallon, 12ème fille du notaire et procureur fiscal des justices d'Availles, Serre et Abzac, avec sous ses ordres  Catherine Boyreau, fille de Simon, Marchand Tanneur et Marie Metay fille d'Antoine, Boulanger.
Availles plante son arbre de la liberté le 12 septembre 1794, symbole de la Révolution, qui devient le lieu de ralliement de toutes les fêtes et évènements importants de l’époque. 
Fait exceptionnel, tout  l'arrondissement  brûle les titres féodaux le 10 août 1793, ou à l’anniversaire de l’exécution de Louis XVI. Ce ne sera pas le cas à Availles, les nobles qui ne se sont pas enfuit, ont obéit aux ordres de la révolution et déjà déposé leurs titres à Paris.
La même année, pour suivre un décret de la Convention du 25 vendémiaire an II invitant les communes ayant des noms pouvant rappeler les souvenirs de la royauté, de la féodalité ou des superstitions, à les remplacer par d'autres dénominations, la commune change de nom pour Availles-la-Montagne, hommage à la Montagne. 
Pendant la révolution, Availles la Montagne n'aura qu'un seuil guillotiné. un "étranger" Jean Fourquet de Riffaut né vers 1729 dans le comté de Nébouzan aujourd'hui les hautes-pyrénées, il travaillait dans l'administration du Roi et avait été nommé à Availles en qualité d'employé des fermes du Roi, c'est-à-dire qu'il prélevait les impôts royaux. Ces enfants feront souche dans le village d'Availles devenu Limouzine.

## Politique et administration

### Liste des maires
| Période                                  | Période   | Identité         | Étiquette | Qualité                                                       |
| ---------------------------------------- | --------- | ---------------- | --------- | ------------------------------------------------------------- |
| Les données manquantes sont à compléter. |           |                  |           |                                                               |
| 1945                                     | 1953      | Félix Guichard   | PCF       | Conseiller général du canton d'Availles-Limouzine (1945-1958) |
| 1967                                     | 1971      | Henri Sarrazin   |           | directeur d'école honoraire                                   |
| mars 1989                                | mars 2008 | Raymond Brunet   | PCF       | Conseiller général du canton d'Availles-Limouzine (1988-2001) |
| mars 2008                                | mai 2020  | Joël Faugeroux   | DVD       | Retraité fonction publique                                    |
| mai 2020                                 | En cours  | Liliane Chabauty |           | Retraitée fonction publique                                   |

### Instances judiciaires et administratives
La commune relève du tribunal d'instance de Poitiers, du tribunal de grande instance de Poitiers, de la cour d'appel Poitiers, du tribunal pour enfants de Poitiers, du conseil de prud'hommes de Poitiers, du tribunal de commerce de Poitiers, du tribunal administratif de Poitiers et de la cour administrative d'appel de Bordeaux, du tribunal des pensions de Poitiers, du tribunal des affaires de la Sécurité sociale de la Vienne, de la cour d’assises de la Vienne.

### Services publics
Les réformes successives de La Poste ont conduit à la fermeture de nombreux bureaux de poste ou à leur transformation en simple relais. Depuis le dernier trimestre 2024, le bureau de Poste est devenu une agence postale communale.
L'école d'Availles-Limouzine compte cinq classes. L'effectif demeure stable avec 106 élèves à la rentrée 2024-2025.
Une maison pluridisciplinaire de santé est présente sur la commune d'Availles-Limouzine. Elle regroupe actuellement deux médecins généralistes, un cabinet de trois infirmières diplômées d'Etat, deux chirurgiens dentistes, un kinésithérapeute, une diététicienne, un ostéopathe et une hypnothérapeute.

## Démographie
Les habitants sont nommés les Availlais et en ancien français : les Availlauds.

L'évolution du nombre d'habitants est connue à travers les recensements de la population effectués dans la commune depuis 1793. Pour les communes de moins de 10 000 habitants, une enquête de recensement portant sur toute la population est réalisée tous les cinq ans, les populations de référence des années intermédiaires étant quant à elles estimées par interpolation ou extrapolation. Pour la commune, le premier recensement exhaustif entrant dans le cadre du nouveau dispositif a été réalisé en 2007.

En 2022, la commune comptait 1 287 habitants, en évolution de +0,47 % par rapport à 2016 (Vienne : +0,6 %, France hors Mayotte : +2,11 %).
| 1793  | 1800  | 1806  | 1821  | 1831  | 1836  | 1841  | 1846  | 1851  |
| ----- | ----- | ----- | ----- | ----- | ----- | ----- | ----- | ----- |
| 1 754 | 1 800 | 1 699 | 1 893 | 1 905 | 1 855 | 1 933 | 1 906 | 1 971 |

| 1856  | 1861  | 1866  | 1872  | 1876  | 1881  | 1886  | 1891  | 1896  |
| ----- | ----- | ----- | ----- | ----- | ----- | ----- | ----- | ----- |
| 2 050 | 2 070 | 2 114 | 2 074 | 2 195 | 2 240 | 2 246 | 2 256 | 2 250 |

| 1901  | 1906  | 1911  | 1921  | 1926  | 1931  | 1936  | 1946  | 1954  |
| ----- | ----- | ----- | ----- | ----- | ----- | ----- | ----- | ----- |
| 2 300 | 2 193 | 2 167 | 2 013 | 2 039 | 1 911 | 1 913 | 1 883 | 1 668 |

| 1962  | 1968  | 1975  | 1982  | 1990  | 1999  | 2006  | 2007  | 2012  |
| ----- | ----- | ----- | ----- | ----- | ----- | ----- | ----- | ----- |
| 1 524 | 1 515 | 1 397 | 1 441 | 1 324 | 1 309 | 1 311 | 1 312 | 1 289 |

| 2017  | 2022  | - | - | - | - | - | - | - |
| ----- | ----- | - | - | - | - | - | - | - |
| 1 272 | 1 287 | - | - | - | - | - | - | - |

En 2008, la densité de population de la commune était de 23 hab/km2, 61 hab/km2 pour le département, 68 hab/km2 pour la région Poitou-Charentes et 115 hab/km2 pour la France.

## Économie

### Agriculture
Selon la direction régionale de l'Alimentation, de l'Agriculture et de la Forêt de Poitou-Charentes, il n'y a plus que 41 exploitations agricoles en 2010 contre 55 en 2000.
Les surfaces agricoles utilisées ont diminué et sont passées de 4 436 hectares en 2000 à 4 266 hectares en 2010. 35 % sont destinées à la culture des céréales (blé tendre, orges et maïs), 6 % pour les oléagineux (colza et essentiellement du tournesol), 32 % pour le fourrage et 20% reste en herbes.
13 exploitations en 2010 comme en 2011 abritent un élevage de bovins mais avec un nombre de bêtes beaucoup plus important:1 347 têtes en 2010 contre 959 têtes en 2000. C’est un des troupeaux de bovins les plus importants de la Vienne qui rassemblent 48 000 têtes en 2011. 28 exploitations en 2010 (contre 39 en 2000) abritent un élevage d'ovins (13 929 têtes en 2010 contre 18 335 têtes en 2000). Cette évolution est conforme à la tendance globale du département de la Vienne. En effet, le troupeau d’ovins, exclusivement destiné à la production de viande, a diminué de 43,7 % de 1990 à 2007. L'élevage de volailles et de chèvres ont disparu en 2010 (respectivement 594 têtes réparties sur 25 fermes en 2000 et 422 têtes sur 3 exploitations).

## Culture locale et patrimoine

### Lieux et monuments

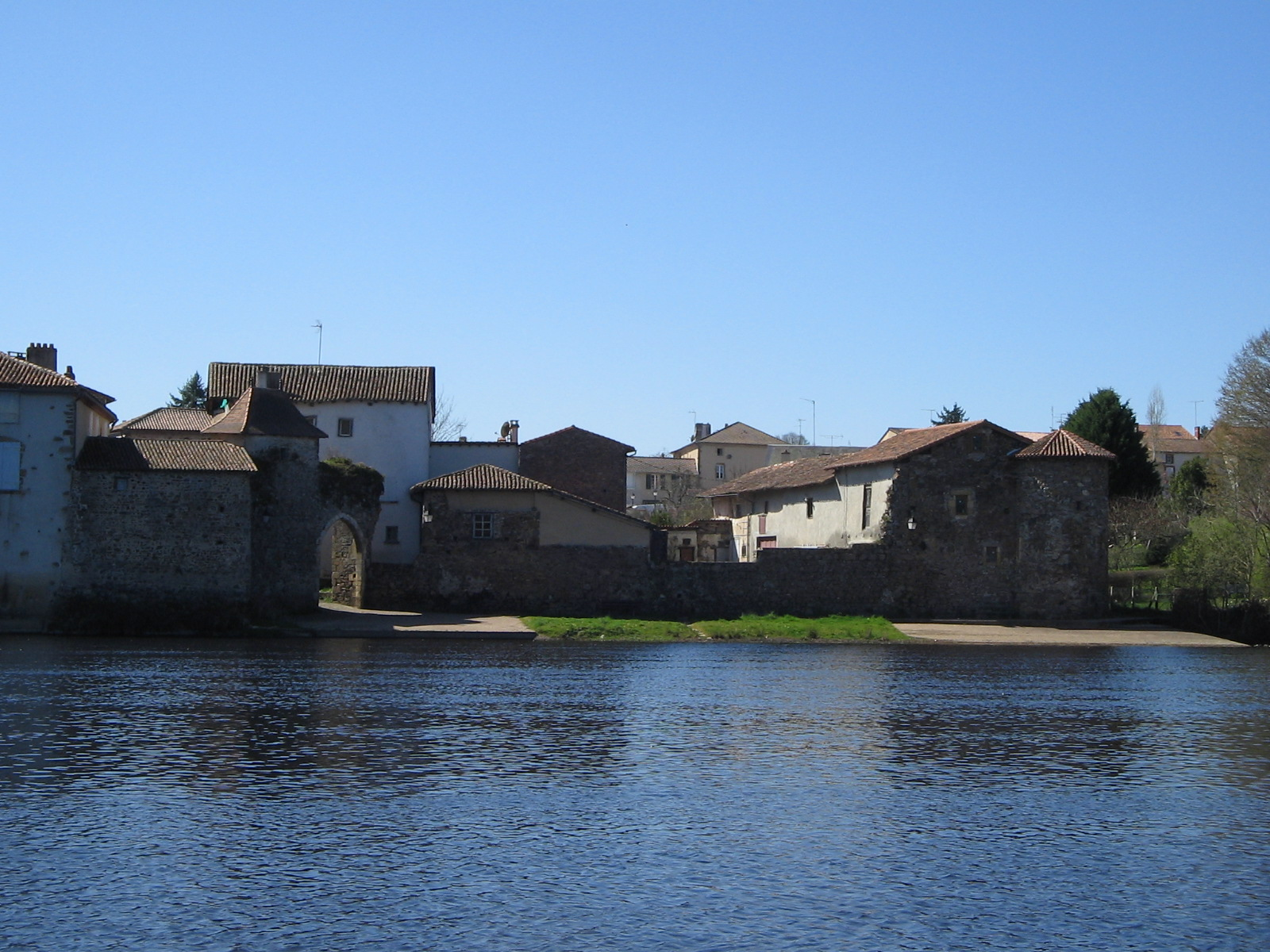
Availles-Limouzine (86) en mars 2011.

- Église Saint-Martin d'Availles-Limouzine.

#### Ruines du château

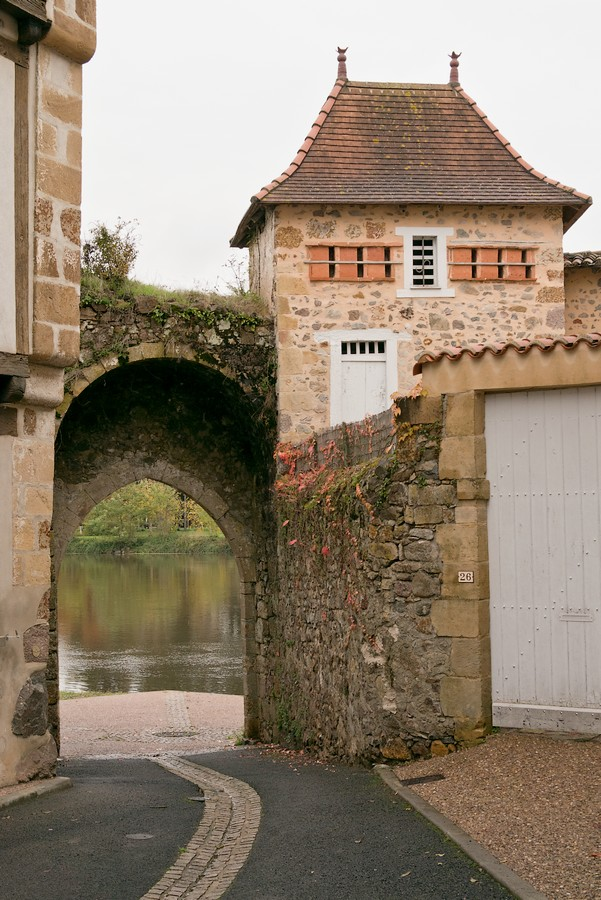
Porte de ville.

Sur les bords de la Vienne (rive gauche) demeurent les restes du château féodal qui marquait l'entrée de la ville. Aujourd'hui encore, une des tours du château a été conservée, ainsi que deux des portes de la ville situées aux deux extrémités de la rue des Cavaliers.

#### Les Fontaines Salées
Situé sur les communes d'Availles-Limouzine et d'Abzac (16) sur la D99, ce lieu-dit jouit de sources naturelles d'eaux salées.
De nombreux forages ont été réalisés afin de faire des recherches sur d'éventuels bienfaits naturels de ces eaux.
Relancés de nombreuses fois au cours des dernières décennies, un projet de complexe thermal a semble-t-il été abandonné...

#### La Pierre Fade
La Pierre Fade est un bloc de granit erratique considéré à tort comme un menhir situé sur une butte longeant la rive gauche de la Vienne en aval du village. Le bloc se situe au lieu-dit les Grands Moulins sur la D 8. Il a été classé comme monument historique en 1889. Plusieurs légendes lui sont associées.

#### Maison rue Adrien-Veillon
Cette maison est inscrite comme monument historique depuis 2002.

#### La grande croix
C'est une grande croix de mission, ajourée, située devant l'église. Elle date du XIXe siècle. Elle est en pierre pour le socle et en fonte moulée pour la croix. Un visage de pleureuse à demi-caché sous un voile en orne la base, décorée de feuillages qui s'enroulent pour épaissir et renforcer le pied de la croix. Des rayons qui symbolisent le triomphe du Christ, partent du croisement du montant et de la traverse de la croix.
Depuis le XVIIe siècle, des croix de mission sont édifiées à l'occasion de missions populaires dans les villages et les bourgs. Les plantations de ces croix deviennent fréquentes à la fin du XIXe siècle et au début du XXe siècle, notamment à partir de 1905, en réaction à la laïcisation de la société.

### Patrimoine naturel
La commune abrite quatre zones naturelles d'intérêt écologique, faunistique et floristique (ZNIEFF) qui couvrent 1 % de la surface communale :
- le Grand Étang de Chez Rateau ;
- l'étang de la Mondie ;
- les coteaux du Moulin de Vareilles ;
- le vallon du Puits Tourlet.

#### Arbre remarquable
Selon l'inventaire des arbres remarquables de Poitou-Charentes, il y a un arbre remarquable sur la commune qui est un chêne pédonculé.

#### L'étang de la Mondie
L’étang de la Mondie est une zone classée d’intérêt écologique, faunistique et floristique (ZNIEFF). L’étang et ses environs immédiats (prairie humide, saulaie) d’une dizaine d’hectares est à cheval sur les communes de Le Vigeant et d’Availles-Limousine. Il s’agit d’un étang peu profond, d’origine artificielle, aux eaux relativement pauvres en substances nutritives, à niveau variable, peuplées d’une végétation aquatique assez dense et dont les berges, en pente douce, ont favorisé le développement de ceintures amphibies remarquables. L’étang est ses rives abritent 38 espèces de plantes.
Parmi les espèces aquatiques, il faut citer la Naïade marine qui peut former localement des peuplements denses en eau peu profonde ou le Potamot à feuilles de graminée, toujours très localisé car inféodé à des eaux acides et transparentes sur des sols non calcaires.
Les ceintures amphibies situées dans la zone de balancement du niveau de l’eau hébergent, quant à elles, plusieurs espèces adaptées à ces conditions très particulières de submersion et d’exondation ; les plus remarquables d’entre elles sont la Gratiole officinale et la Littorelle uniflore, cette dernière pouvant constituer des gazons assez denses, toutes deux en forte raréfaction à l’échelle de la France entière et bénéficiant de ce fait d’un statut de protection officiel sur l’ensemble du territoire national.
Toutes ces espèces sont étroitement dépendantes d’une bonne qualité de l’eau et ne sauraient supporter ni « engraissement » par apports d’engrais en vue d’une pisciculture intensive, ni apports d’effluents ménagers ou agricoles en provenance des habitations situées en périphérie immédiate.
En 2008, la faune de l’étang n’avait pas encore fait l’objet d’un inventaire complet, notamment des oiseaux et des mammifères vivant dans ou grâce au lac.

#### Le vallon du puits du Tourlet
Le vallon, qui est une zone naturelle d'intérêt écologique, faunistique et floristique (ZNIEFF),au fond duquel coule le ruisseau du Puits de Tourlet est situé dans l’extrême sud-est du département de la Vienne entre L'Isle-Jourdain et Availles-Limouzine, sur la rive droite de la Vienne. Le vallon est d’orientation générale ouest-est.
Le vallon aux sols acides, présente des versants pentus aux expositions très contrastées - majoritairement sud ou sud-ouest sur la rive droite et nord ou nord-est pour la rive gauche - générant des micro-climats tranchés.
De ce fait, la forêt qui s’étage le long des versants, a adopté un boisement diversifié : une chênaie acidophile à Chêne pédonculé sur les sols à tendance sableuse et peu profonds des pentes raides, une chênaie-charmaie sur les substrats plus argileux des bas de versants et une aulnaie- frênaie en fond de thalweg dans la zone d’influence de la nappe du ruisseau.
La strate herbacée mélange de nombreuses plantes sylvatiques banales avec des espèces à affinités submontagnardes comme :
- le Myosotis des bois,
- le Compagnon rouge,
- la Jacinthe des bois,
- l’Ornithogale des Pyrénées,
- l’Aconit tue-loup : il s’agit d’une robuste Renonculacée dont la tige, haute jusqu’à un mètre, porte de grandes feuilles profondément divisées et produit à partir du mois de juin une grappe plus ou moins rameuse de fleurs jaune pâle en forme de casque allongé très caractéristiques. Elle est répandue dans les Pyrénées, les Alpes et le Massif Central mais rarissime dans les plaines atlantiques. En Poitou-Charentes, l’aconit se trouve dans des sites très dispersés, presque tous situés dans la partie granitique du département de la Vienne (quelques très rares cas sont connus sur calcaire toutefois comme à Ligugé), toujours en situation fraîche, en général en fond de vallons ombragés ou en bordure de ruisseaux ou de petites rivières.
- la Scille à deux feuilles est abondante sur le site. Répandue dans l’Est et le Centre de la France, elle se raréfie fortement vers l’ouest et s’arrête à la vallée de la Vienne qui constitue dans la région sa limite géographique naturelle.

### Personnalités liées à la commune
- Junyen Corderoy (1849-1933), homme politique, maire de Millac, député de la Vienne de 1901 à 1910.
- René Tamarelle, homme politique
- Johnny Griffin, saxophoniste de renom
- François Henri Guiot de La Rochère, général de cavalerie.

### Héraldique
| Blason de Availles-Limouzine | Blason  | De gueules à deux pals de vair, au chef d'or.                                                            |
| Blason de Availles-Limouzine | Détails | Armes de la famille D'ARCHIAC, famille féodale du lieu. Le statut officiel du blason reste à déterminer. |